# Neovulpavus washakius
Neovulpavus washakius és una espècie extinta de mamífer carnivoraforme. Visqué a Nord-amèrica durant l'Eocè. Se n'han trobat restes fòssils al jaciment paleontològic de Washakie A, a Wyoming (Estats Units). L'holotip és un fòssil tridimensional del cos de l'animal.